# Daniel Belmar
Daniel Belmar (Neuquén, 18 de mayo de 1906-Concepción, 16 de diciembre de 1991) fue un escritor, químico-farmacéutico y académico chileno nacido en Argentina.

## Carrera

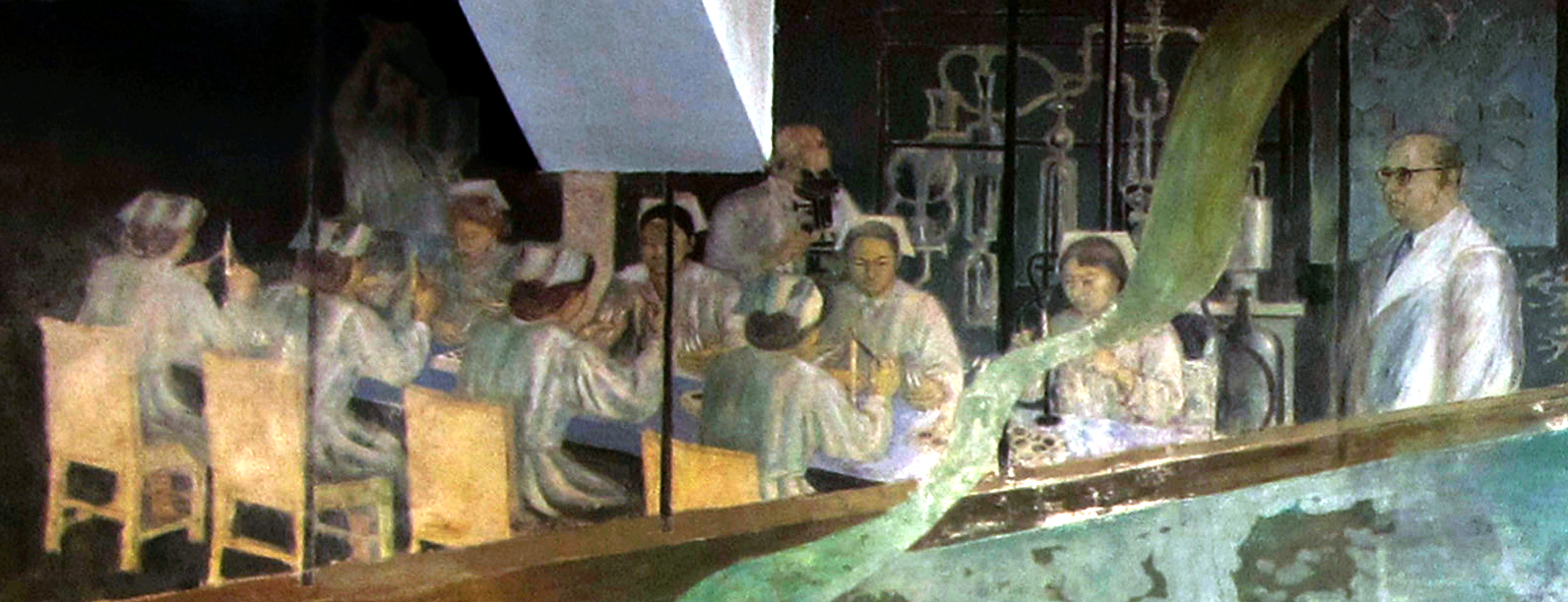
Daniel Belmar (derecha) impartiendo una clase en la Universidad de Concepción. Mural Historia de la medicina y la farmacia en Chile (Concepción, 1957-1958) del pintor Julio Escámez.

Nació en Neuquén, Argentina, hijo de padres chilenos. Años más tarde regresarían a su país, asentándose en la región de Cautín.
Estudió en el Liceo de Hombres de Temuco compartiendo aula con el premio nobel de literatura Pablo Neruda. En 1927 se recibió de químico-farmacéutico en la Universidad de Chile. Residió un tiempo en Temuco, luego en Buenos Aires y en 1935 se asentó en la ciudad de Concepción, donde se desempeñó como docente en su especialidad en la Universidad de Concepción.
Asimismo, se dedicó a la creación literaria, escribiendo novelas y cuentos. Su estilo se encuentra a medio camino entre las corrientes vigentes en ese momento y las vanguardias, incluyendo en sus obras rasgos autobiográficos y realismo social.

## Obras
- 1947: Roble huacho
- 1950: Oleaje
- 1951: Coirón
- 1952: Ciudad brumosa
- 1954: Desembocadura
- 1955: Sonata
- 1961: Los túneles morados
- 1962: Descenso
- 1966: Detrás de las máscaras

A su muerte dejó inconclusa la novela Donde nacen las turquesas, que trata sobre un hombre y su lento deterioro por el mal de Parkinson.

## Premios
- 1951: Premio Atenea, por Coirón.
- Premio Municipal de Santiago, por Coirón.
- 1955: Premio de Arte de la Municipalidad de Concepción, por Coirón.
- 1975: Premio Regional de Literatura del Círculo Literario Carlos Mondaca Cortés, La Serena.

Esta premiada obra habla sobre la vida de los primeros colonos chilenos en la región donde nació.